# Linha do equador

Planisfério com a linha do Equador a vermelho

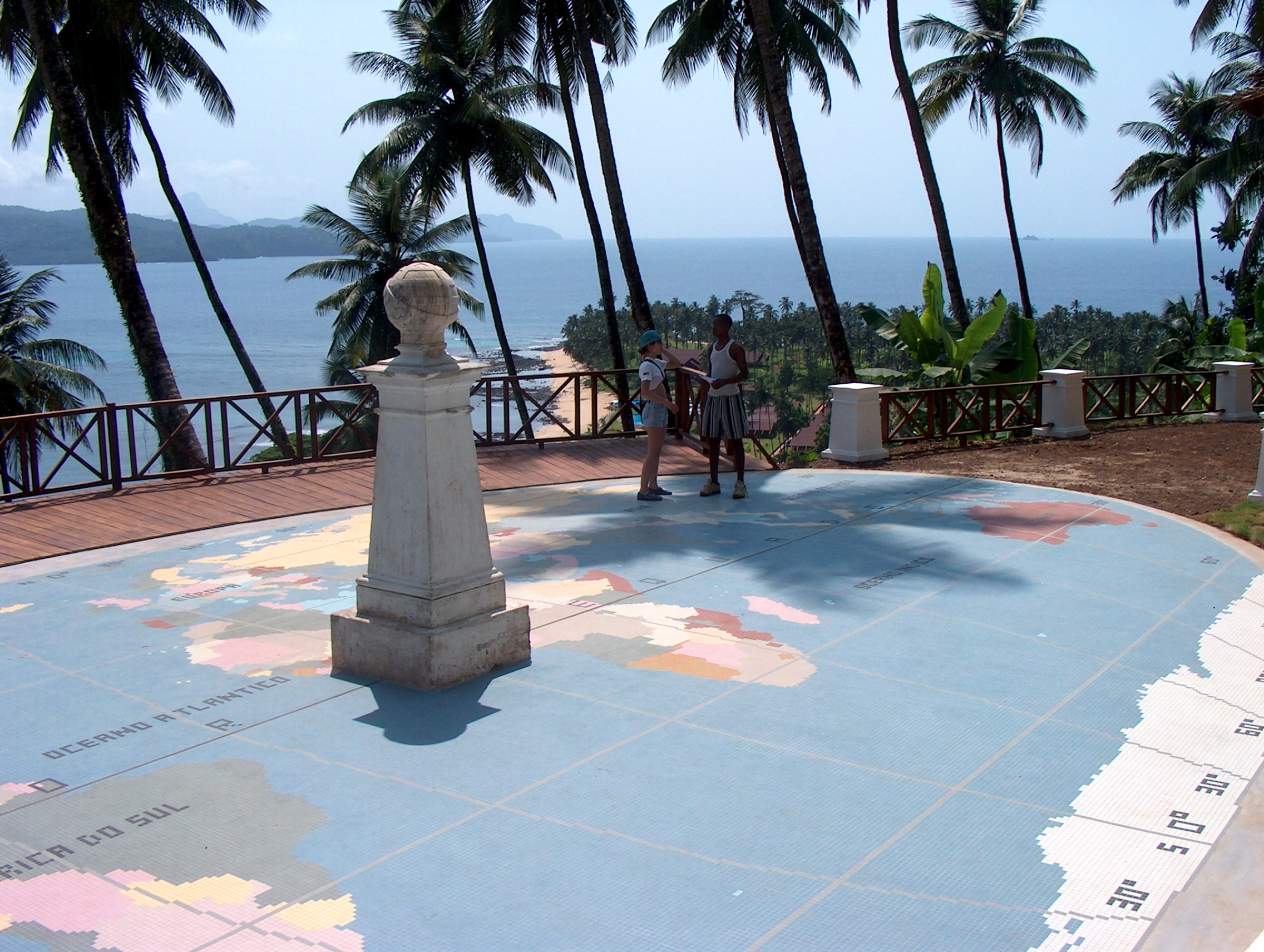
Monumento que assinala a posição do equador no ilhéu das Rolas, São Tomé e Príncipe

Equador é a linha imaginária ao redor do meio de um planeta ou outro corpo celeste. Está a meio caminho entre o Polo Norte e o Polo Sul, a 0 graus de latitude. Um equador divide o planeta em hemisfério norte e hemisfério sul. A Terra é mais larga no seu equador, com uma circunferência de 40 075 km. Seu diâmetro equatorial, de cerca de 12 756 km, também é mais largo ali, criando fenômeno chamado de protuberância equatorial. 

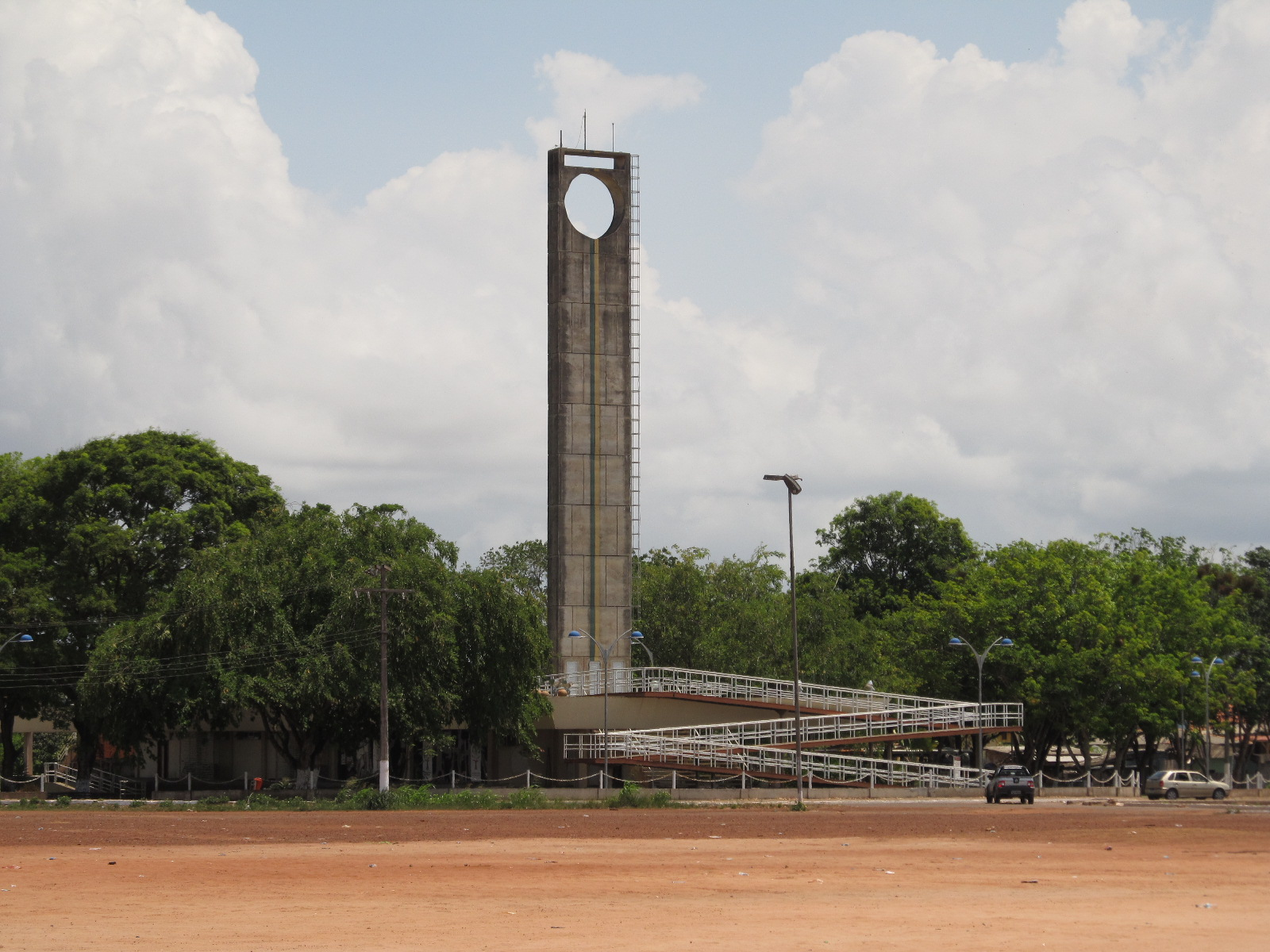
Linha do Equador, em Macapá, Amapá, Brasil

O empuxo gravitacional da Terra é ligeiramente mais fraco no equador devido a sua protuberância equatorial. Por sua atração gravitacional ser levemente mais fraca, o equador é ideal para lançamentos espaciais, pois os mesmos consomem menos energia ao serem lançados em baixa gravidade. Duas vezes ao ano, nos equinócios da primavera e do outono, o Sol passa diretamente sobre o equador. Mesmo no resto do ano, as regiões equatoriais geralmente experimentam um clima quente e úmido com pouca variação sazonal. A estação úmida ou chuvosa geralmente dura a maior parte do ano. A longa e quente estação chuvosa cria florestas tropicais. Seu clima úmido faz com que as regiões equatoriais não sejam as mais quentes do mundo, e há também algumas regiões, como o monte Quilimanjaro na Tanzânia e os Andes na América do Sul, que não são quentes e úmidas.

## Etimologia
O nome é derivado da palavra latina medieval aequator, na frase circulus aequator diei et noctis, que significa 'círculo que equaliza dia e noite', da palavra latina aequare que significa igual.

## Cruzamentos
A linha do equador cruza os oceanos Atlântico, Índico e Pacífico, bem como 14 Estados de África, Ásia e América do Sul (de oeste para leste, a partir do meridiano de Greenwich):
| Longitude                                               | País, território ou mar                    | Notas |
| ------------------------------------------------------- | ------------------------------------------ | --- |
| 0°                                                      | Oceano Atlântico                           | Golfo da Guiné |
| 7° E                                                    | São Tomé e Príncipe                        | Ilhéu das Rolas |
| 8° E                                                    | Oceano Atlântico                           | Golfo da Guiné |
| 10° E                                                   | Gabão                                      | |
| 15° E                                                   | República do Congo                         | |
| 20° E                                                   | República Democrática do Congo             | |
| 30° E                                                   | Uganda                                     | |
| 33° E                                                   | Lago Vitória                               | |
| 35º E 40°                                               | Quênia                                     | |
| 41° E                                                   | Somália                                    | |
| 43° E 50° E 60° E 70° E                                 | Oceano Índico                              | |
| 73° E                                                   | Maldivas                                   | Passa entre o Atol Gaafu Dhaalu e Atol Gnaviyani |
| 80° E 90° E                                             | Oceano Índico                              | |
| 100° E                                                  | Indonésia                                  | Passa nas Ilhas Batu, Samatra e Ilhas Lingga |
| 105° E                                                  | Oceano Índico                              | Estreito de Karimata |
| 110° E                                                  | Indonésia                                  | Bornéu |
| 118° E                                                  | Oceano Índico                              | Estreito de Macáçar |
| 120° E                                                  | Indonésia                                  | Celebes |
| 121°                                                    | Oceano Índico                              | Golfo de Tomini |
| 125° E                                                  | Oceano Índico                              | Mar das Molucas |
| 127° E                                                  | Indonésia                                  | Ilhas Kayoa e Halmahera |
| 128° E                                                  | Oceano Pacífico                            | Mar de Halmahera |
| 130° E                                                  | Indonésia                                  | Ilha Gebe |
| 140° E 150° E 160°                                      | Oceano Pacífico                            | |
| 173° W                                                  | Kiribati                                   | Passa entre os atóis Aranuka e Nonouti, não cortando nenhuma ilha |
| 180°                                                    | Oceano Pacífico                            | |
| 176° W                                                  | Ilhas Menores Distantes dos Estados Unidos | Ilha Baker — passa em águas territoriais Também passa na ZEE que cerca a ilha Howland e a ilha Jarvis, mas não em águas territoriais                                                                                         |
| 170° W 160° W 150° W 140° W 130° W 120° W 110° W 100° W | Oceano Pacífico                            | |
| 90° W                                                   | Equador                                    | Ilha Isabela, nas Ilhas Galápagos |
| 88° W                                                   | Oceano Pacífico                            | |
| 80° W                                                   | Equador                                    | O nome oficial do país é "República do Equador" |
| 70°02' W                                                | Colômbia                                   | Em zona da selva amazónica |
| 70°02' W a 49°21' W                                     | Brasil                                     | Do ponto mais ocidental do município de São Gabriel da Cachoeira até a margem mais oriental da Ilha Mexiana, no município de Chaves, passando pelos estados do Amazonas, Roraima, Amapá e Pará, cortando a cidade de Macapá. |
| 49°21' W 40° W 30° W 20° W 10° W                        | Oceano Atlântico                           | |

## Ver também

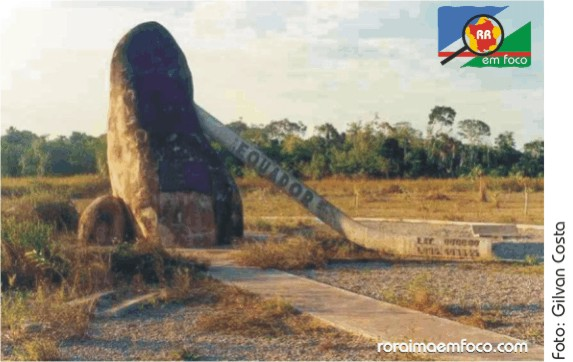
Linha do Equador em Rorainópolis, Roraima, Brasil